# Zaqatala
Zaqatala, pol. Zakatały – miasto w północnym Azerbejdżanie. Stolica rejonu Zaqatala. Populacja wynosi 21,8 tys. (2022).

## Historia
W średniowieczu w granicach królestw Gruzji i Szyrwanu. W pierwszej połowie XIX wieku miasto wraz z przyległymi terytoriami, wcielone do Imperium Rosyjskiego, stało się częścią okręgu dżaro-biełokańskiego. 
W 1859 okręgowi zmieniono nazwę i funkcjonował on do roku 1918 jako okręg zakatalski, będący jednostką administracyjną Rosji. Następnie w składzie Demokratycznej Republiki Gruzji i – potem – Gruzińskiej Socjalistycznej Republiki Radzieckiej.  
W 1922 roku decyzją Komunistycznej Partii Związku Radzieckiego wyłączono miasto i jego rejon z Gruzińskiej SRR i włączono do Azerbejdżańskiej Socjalistycznej Republiki Radzieckiej, co było odzwierciedleniem oczekiwań wyrażanych przez społeczność azerską i ustaleń komisji powołanej z przedstawicieli obu republik.